# General Motors
Pour les articles homonymes, voir GM.
General Motors Company (anciennement General Motors Corporation), souvent abrégé en GM, est un constructeur automobile américain basé à Détroit dans le Michigan, aux États-Unis, qui contrôlait encore une quinzaine de marques à la fin des années 1990.
La société a été fondée en 1908 par William Crapo Durant. Son successeur Alfred P. Sloan en a fait le plus grand fabricant automobile au monde entre 1931 et 2005 et en 2011.
Alors que son titre avait perdu 95 % de sa valeur, le groupe a bénéficié d'une nationalisation temporaire en 2009, qui a duré un an et demi, ses dettes ayant été remplacées par des capitaux propres (equity). Depuis 2014, la directrice de General Motors est Mary Barra et son président est l'Américain Dan Ammann. En 2014, General Motors a vendu 9,92 millions de véhicules dans le monde (augmentation de 2 % par rapport à 2013).
Après la cession de Saab en 2010, le retrait de Daewoo en 2005, de Chevrolet en 2014 et la vente en 2017 de GM Europe contenant la marque Vauxhall et sa sœur allemande Opel, le groupe américain ne possède plus de présence significative sur le continent européen, préférant concentrer ses activités sur des marchés plus rentables.
General Motors est le premier constructeur aux États-Unis de 1931 à 2020. Il est dépassé par Toyota en 2021, avec 2,3 millions de véhicules vendus par le japonais contre 2,2 millions pour l'américain. Il reprend cependant son titre à partir de l'année 2022.

## Histoire

### 1908: origines

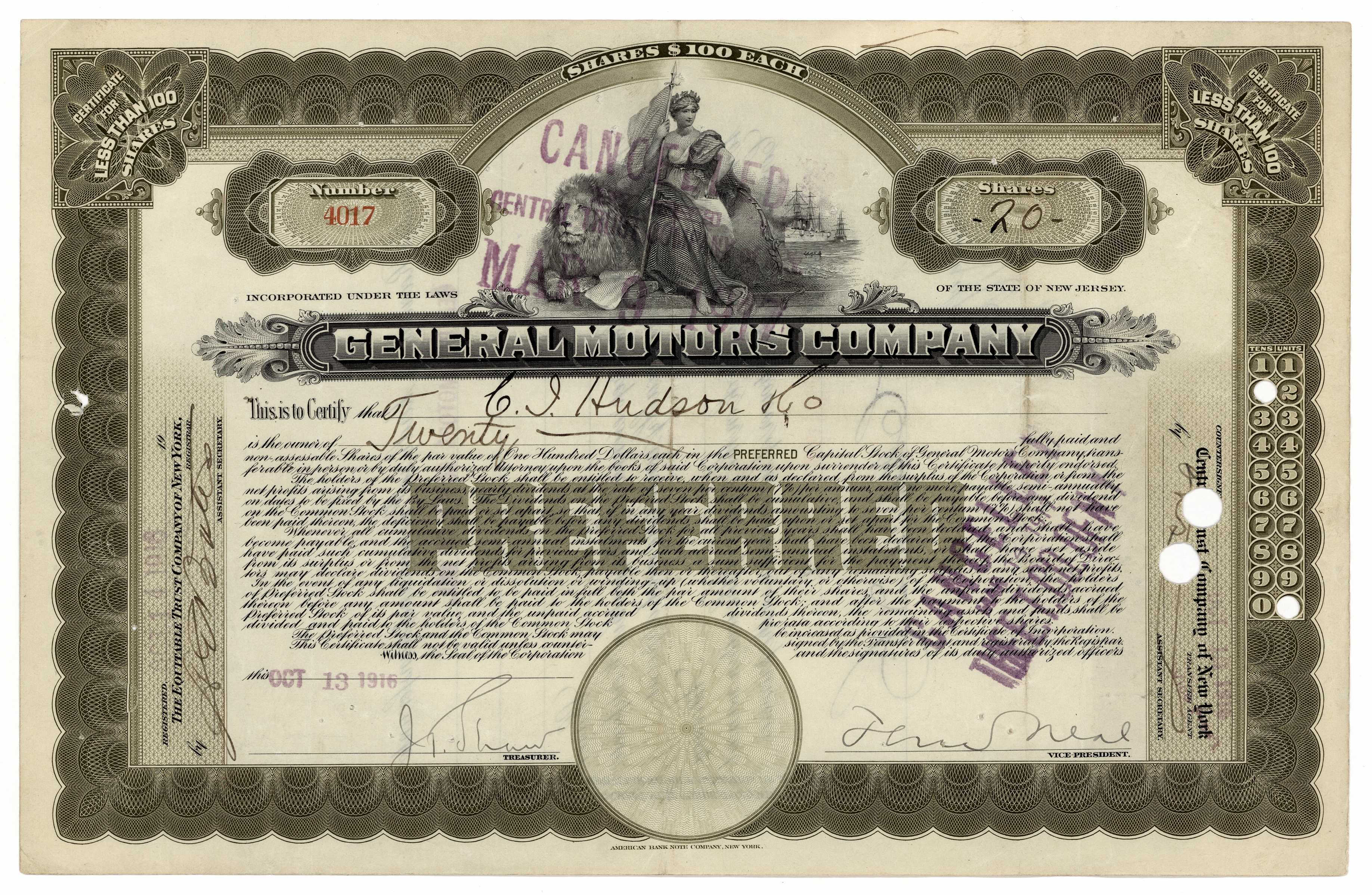
Action de la General Motors Company en date du 13 octobre 1916

Le fondateur de GM est William C. Durant, qui possédait dès 1890 un fabricant de chariots hippomobiles à Flint, Michigan. Recruté en 1904 par le concurrent Buick, qui était en difficulté, il augmente la production de 37 voitures en 1904 à 8 000 en 1907 puis crée GM en 1908.
Le rival Ford, créé en 1903 avec 125 salariés, lance sa Ford T onze jours après la création de GM, mais sans succès immédiat : sa part de marché (20 %) revient à 14 % en deux ans. Les ventes de Ford ne décolleront qu’en 1911, avec 69 762 unités, puis 202 667 unités en 1913, 308 162 unités en 1914 et 501 462 unités en 1915.
Entre-temps, GM a émis des actions cotées en bourse, fusionné avec Buick et racheté en 1908 la marque Oldsmobile, qui avait lancé en 1901 le Curved Dash, premier modèle fabriqué en série. En 1909, GM rachète aussi des fournisseurs ou des fabricants de camions, ainsi qu'Oakland (future Pontiac) et surtout Cadillac. Puis, il tente aussi de racheter Ford pour 9,5 millions de dollars, sans succès, malgré un emprunt de 15 millions de dollars. En échange, les banquiers obtiennent de pouvoir nommer le PDG de GM. Inquiets de voir Durant promettre de vendre un jour 300 000 voitures, ils l’évincent en 1910, l'année où dix-huit constructeurs font faillite, victimes de mévente. Walter Chrysler est nommé à la direction.
William C. Durant recrée un « nouveau GM », en copiant dès 1910 la Ford T, avec la Little Car. Il réussit quasi-seul ce qu'il voulait faire par des fusions : une baisse du prix (850 dollars en 1909 et 550 dollars en 1915), grâce à la première chaîne d’assemblage, mise en place en 1913. Il achète aussi la société créée par le pilote Louis Chevrolet. En désaccord sur le design des voitures, William C. Durant l’évince en 1915, l’année où GM entre dans l'indice Dow Jones. Entre 1915 et 1917, sa production passe de 10 000 unités à plus de 100 000, grâce à un modèle vedette, la Chevrolet 490, baptisée ainsi, car vendue 490 dollars, quand la Ford T coûte, elle, 850 dollars. En 1916, l'action GM dépasse 1 000 dollars sur le New York Stock Exchange, phénomène très rare à l'époque.
Après une bataille de mandats lors de l'assemblée générale des actionnaires, William C. Durant reprend en 1916 le contrôle de GM, en apportant en échange ses actions Chevrolet, ce qui permet une fusion, le nouveau groupe s'appelant « Chevrolet ».
Anxieux de conserver le contrôle de GM, Durant distribue un premier dividende en 1917, puis en 1919 un autre de 22 millions de dollars, sur un bénéfice de 60 millions de dollars. Il se lance dans de nouveaux achats d'actions, à crédit, détenant pour 35 millions de dollars d'actions GM, ce qui inquiète ses amis. Lors de la déflation de 1920, il est lâché par DuPont de Nemours, qui détient un quart du capital, et doit quitter la direction de GM. Henry Ford a de son côté trouvé sans difficultés les 75 millions de dollars pour acheter les parts de ses actionnaires minoritaires, grâce à 20 millions de dollars de trésorerie, le reste étant avancé par les banques, qui sont remboursées rapidement, Ford contrôlant 60 % du marché américain dès 1923. Dans les années 1930, GM prend l'avantage, grâce à ses nombreuses marques.
En 1918, il lance la marque Frigidaire, qui fabrique à l'origine des réfrigérateurs, et, plus tard, une gamme complète d'électroménagers et des climatiseurs pour voitures. En 1919, GM crée General Motors Acceptance Corporation (GMAC), société de financement des concessionnaires. En 1919, les frères Dodge, fournisseurs de moteurs, qui figurent parmi les douze premiers associés, se plaignent du manque de dividendes. Ils obtiennent en justice 19 millions de dollars. En 1920, William C. Durant est mis en minorité par son allié, Pierre S. du Pont (en), président éponyme du groupe chimique. La famille Dupont prend jusqu'à 40 % du capital de GM pendant la crise.
Ford profite de ces conflits d'actionnaires pour reprendre l’avantage, puis creuser l'écart. Sa Ford T prend 60 % du marché du neuf en 1921. La dix-millionième sort en 1924, soit une moyenne d'un million par an sur dix ans. Malgré l'émergence de ce géant, il reste encore quarante-quatre constructeurs américains en 1929.
En 1923, une dispute politique permet à l’industriel du roulement à billes Alfred P. Sloan, supporteur du futur président républicain Herbert Hoover, d’évincer William C. Durant de la présidence de GM, qu’il dirigera jusqu’en 1956. Sloan planifie l’obsolescence et les politiques de prix, encourageant le consommateur américain à rester fidèle à la « famille » Chevrolet, Pontiac, Oldsmobile, Buick et Cadillac à mesure que ses goûts changent. Il obtient le remplacement des tramways par des autobus auprès des pouvoirs publics, puis en 1956 le lancement du programme autoroutier d'Eisenhower.
En 1937, les ouvriers lancent à Flint des grèves sur le tas contre la General Motors. Les organisateurs syndicaux de la United Auto Workers (UAW) subissent les agressions de casseurs des milices patronales, de la police, et de membres du Ku Klux Klan. Il y a également quelques débuts de preuves d'un complot des responsables de la mairie et des milices de vigilantes en vue d'assassiner Roy Reuther et deux autres syndicalistes.

### 1912-1942: Années de guerre
En 1929 et 1930, General Motors fait l'acquisition de la plus grande usine automobile d'Allemagne, celle d'Opel. Sous le régime hitlérien, la production se tourne vers le secteur militaire. Cette nouvelle orientation augmente les bénéfices engendrés par GM. Fin 1939, la valeur d'Opel dépasse les 86 millions de dollars, soit près du double de l'investissement initial de GM (45 millions de dollars).
À partir de février 1942, la GM (comme ses concurrents Ford et Chrysler ainsi que les autres constructeurs indépendants) reconvertit ses 94 usines pour l'effort de guerre américain durant la Seconde Guerre mondiale. Elle livre ainsi 854 000 des 2 665 196 véhicules militaires commandés par le ministère de la Guerre, 48 millions de munitions d'artillerie, 350 000 sous-ensembles de groupes motopropulseurs d'avion, 16 000 chars de combat, etc.

### 1989-2004
Dans les années 1980, General Motors collabore avec la dictature militaire au Brésil en lui transmettant des informations sur les activités des militants syndicaux de l'entreprise. Ces informations sont utilisées par la police pour surveiller, harceler et arrêter les syndicalistes afin d‘empêcher l‘organisation de grèves.
En décembre 1989, GM acquiert 50 % de Saab Automobile. Dix ans plus tard, il acquiert l'autre tranche d'actions de Saab.
L'entreprise produit les marques Passport (en) et Asüna au Canada au tout début des années 1990.
En 1996, GM lance la EV1, ce qui marquera le début du scandale de plus de six ans au sujet de la disparition soudaine de ce modèle entièrement électrique.
En 1998, les produits Geo sont intégrés dans la gamme Chevrolet.
En 2000, GM noue une alliance stratégique avec le groupe italien Fiat. L'italien cède 20 % de son capital, en échange de 6,1 % de GM, l'américain bénéficiant d'une clause d'achat des 80 % jusqu'en 2006. Les difficultés de Fiat l'ont incité à se désengager, bien que GM ait dû payer un dédommagement de 1,5 milliard de dollars au constructeur italien.

### La dérive financière des années 2000 et la nationalisation de 2009
Au début des années 2000, la dette de GM est trop élevée par rapport à ses capitaux propres. Le sauvetage se fera en quatre temps. De 2005 à 2008, pour éviter une augmentation de capital, GM recourt d'abord à des désinvestissements massifs, l'État prenant le relais en décembre 2008 par 15 milliards de dollars de prêts d'urgence. Cette politique se poursuit au premier semestre 2009 sur fond d'effondrement des ventes, GM cherchant toujours à éviter une augmentation de capital. Mais en juillet 2009, un tribunal exproprie les actionnaires et les créanciers, au profit d'une nouvelle société, créée de toutes pièces et dotée de 60 milliards de dollars de capitaux propres, quasiment sans aucune dette. Les États américain et canadien en sont actionnaires dès sa création en août 2009.
Après une décennie de surendettement, General Motors a ainsi subi à l'été 2009 une mutation financière et patrimoniale du même type que celle du groupe franco-anglais Eurotunnel : créanciers et actionnaires évincés par les tribunaux, dette annulée. Le « Nouveau GM » réussira en 2010 une introduction en Bourse de 23 milliards de dollars, qui permettra à l'État américain de revendre la moitié de sa participation de 61 %. En hausse dès le début de 2010, seulement six mois après le rachat par l'État, les ventes de voitures de GM sur le marché américain poursuivent leur hausse en 2011, une remontée de 25 % en deux ans.
| Année                                         | 1999 | 2001 | 2002 | 2003 | 2004 | 2005 | 2006 | 2007 | 2008 | 2009 | 2010 | 2011 | 2012              | 2013 |
| --------------------------------------------- | ---- | ---- | ---- | ---- | ---- | ---- | ---- | ---- | ---- | ---- | ---- | ---- | ----------------- | ---- |
| Voitures vendues aux États-Unis (en millions) | 5    | 4,9  | 4,9  | 4,8  | 4,7  | 4,5  | 4,1  | 3,8  | 3    | 2,08 | 2,2  | 2,5  | 2,6 (sur 11 mois) |      |

La conséquence est une forte baisse des ventes, puis des bénéfices. En 2007, la part du marché américain chute à 23 % contre 28 % en 2003. Cette année-là, la dette fait boule de neige, représentant neuf fois les capitaux propres[réf. nécessaire]. En décembre 2008, l'État prête d'urgence 17 milliards de dollars, sous condition de réduire la dette des deux tiers, en la transformant en capitaux propres. GM propose aussi de supprimer 20 000 emplois en trois ans. Le groupe n'employait déjà plus que 235 000 personnes : il avait déjà supprimé 111 000 emplois dans le monde, le tiers de ses effectifs, entre 2005 et 2008. GM promet de vendre cinq de ses marques : Pontiac, Saturn, Hummer, Saab Automobile et Opel. Les quatre premières sont en réalité de toute petite taille : 0,27 million de véhicules à elles quatre, soit 3 % des ventes de GM. La seule grande marque des cinq est l'allemande Opel, qui a vendu 1,93 million de véhicules en 2008, soit huit fois plus que les quatre autres réunies. Elle sera en réalité conservée, GM décidant de ne plus la vendre, quelques mois après. Le groupe canadien Magna International est approché, mais GM se rétracte en fin d'année. Elle sera vendue en 2017 au Groupe PSA.

#### Le surendettement des années 2004-2008
General Motors revient de loin : entre 2000 et 2009, ses ventes de voitures aux États-Unis sont passées de 5 à 2 millions. Cette « décennie perdue » a contribué au vieillissement du parc automobile américain, l'âge moyen d'une voiture américaine atteignant 11,2 ans contre 8,4 en 1995.
| Année                  | 1995    | 2000    | 2005   | 2011     |
| Âge moyen des voitures | 8,4 ans | 9,1 ans | 10 ans | 11,2 ans |

Les désinvestissements massifs s'accélèrent dès 2004, pour tenter de diminuer la dette très élevée. Les actionnaires refusent l'indispensable augmentation de capital, qui aurait permis un désendettement moins brutal. En 2005, année de suppressions d'emplois massives, GM verse encore un dividende de 2 dollars par action, aussi élevé que celui du haut de cycle en 2000,. L'agence Standard & Poor's juge pourtant la dette de 292 milliards de dollars beaucoup trop élevée : elle la note dans la catégorie « obligation pourrie ». Cinq mois plus tard, le 17 octobre 2005, GM parvient à contourner la loi américaine sur les faillites en cédant 51 % de sa filiale de crédit GMAC au fonds de LBO Cerberus. Mais le groupe refuse d'augmenter ses capitaux propres, préférant supprimer 105 000 emplois entre fin 2004 et fin 2008, pour tenter se désendetter : les effectifs mondiaux tombent à 235 000 en 2008 contre 340 000 en 2004. GM ferme en priorité les petits sites, pour réduire ses stocks et ainsi la dette finançant le besoin en fonds de roulement. Une alliance avec Renault-Nissan est discutée puis abandonnée.

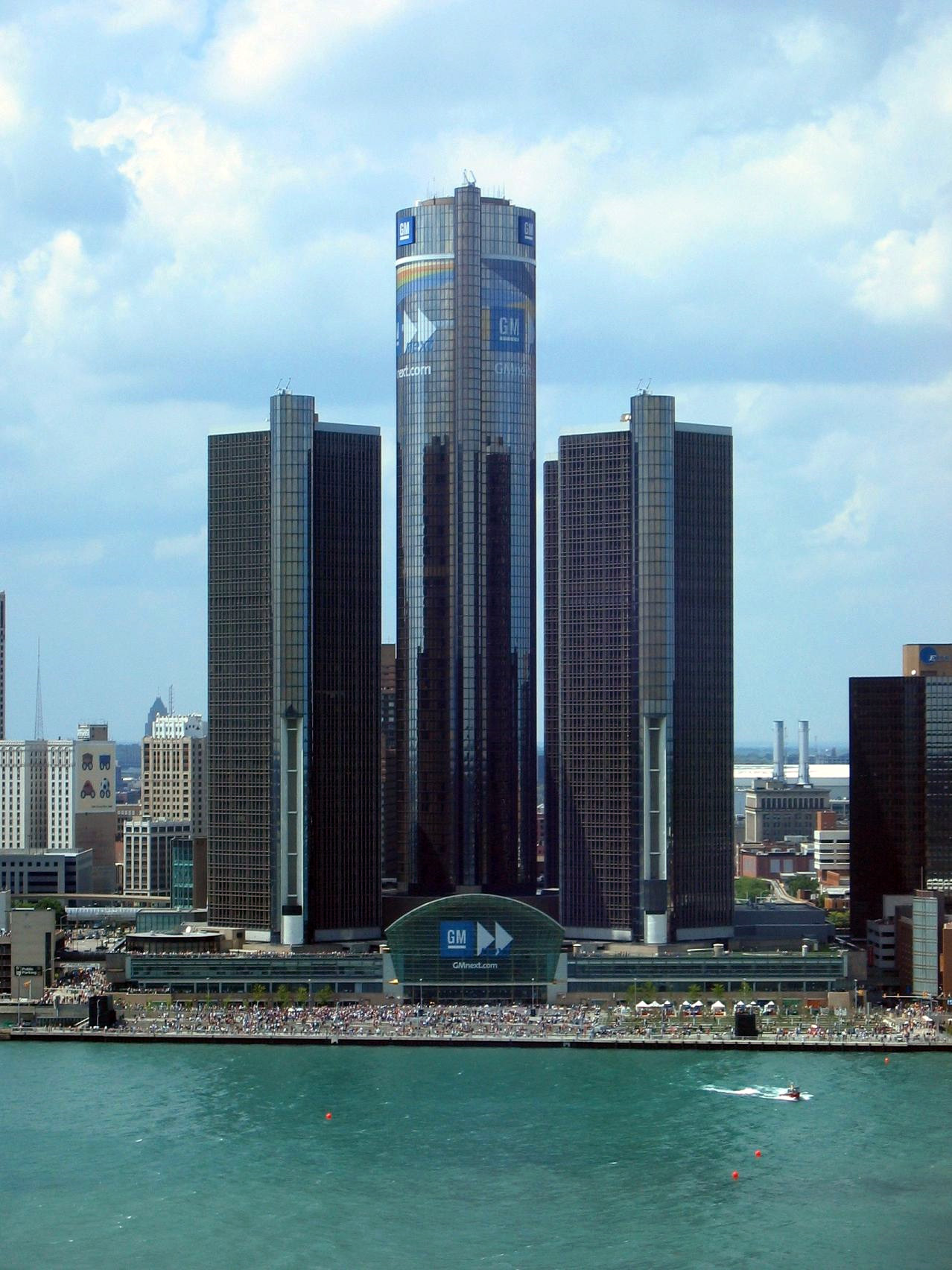
Le Renaissance Center, siège de General Motors à Détroit.

La conséquence est une forte baisse des ventes, mais aussi des bénéfices. En 2007, la part du marché américain chute à 23 % contre 28 % en 2003. Cette année-là, la dette fait boule de neige, représentant neuf fois les capitaux propres, selon Standard & Poor's[réf. nécessaire]. Le dividende n'est « suspendu » qu'en août 2008, alors que Merrill Lynch a évoqué la possibilité de la mise en cessation de paiement le 2 juillet.

#### Le prêt d'urgence de l'État en décembre 2008
Le 10 novembre 2008, Rod Lache, analyste à la Deutsche Bank, estime dans une note qu'elle vaut zéro dollar, car « sans intervention extérieure du gouvernement », GM « pourrait ne pas pouvoir financer ses opérations américaines au-delà de décembre », la seule solution étant « une injection immédiate de capitaux ou un crédit » en provenance des autorités. Mais Washington s'efforce de l'éviter, car une étude du cabinet TNS montre que 20 % des clients américains seraient moins enclins à acheter une voiture à GM s'il recevait une aide gouvernementale.
Le 17 décembre 2008, l'État américain prête d'urgence 17 milliards de dollars sous conditions : rémunération des dirigeants plafonnée et promesse de transformer 2/3 de la dette en capitaux propres. Pour que les parlementaires américains acceptent ce prêt, GM propose de son côté de supprimer 20 000 emplois en trois ans. GM n'employait déjà plus que 235 000 personnes. De 2005 à 2008, il avait déjà supprimé 111 000 emplois dans le monde, le tiers de ses effectifs. Plusieurs fermetures d'usines sont annoncées, mais la plupart ont déjà eu lieu ou sont en cours, comme celle de l'Usine de Janesville, décidée le 3 juin 2008 et dont le dernier véhicule, un Chevrolet Tahoe, sort le 22 décembre 2008, et celle de l'usine de Moraine (en), qui ferme ses portes dès octobre 2008.
GM propose en particulier de vendre cinq de ses marques : Pontiac, Saturn, Hummer, Saab et Opel. Les quatre premières ne représentent que 3 % des ventes de GM, soit 0,27 million de véhicules par an. Oldsmobile avait été fermée en 2004 et la participation dans Subaru vendue à Toyota en 2005.
| Marques vendues par GM en 2009 | Pontiac | Saturn | Saab                    | Hummer |
| Véhicules vendus en 2009       | 169 890 | 67 576 | 20 800[réf. incomplète] | 9 046  |

La seule grande marque des cinq est Opel, qui a vendu 1,93 million de véhicules dans le monde en 2008, soit huit fois plus que les quatre autres réunies. Elle sera en réalité conservée, GM décidant de ne plus la vendre quelques mois après sa mise en vente. Le groupe canadien Magna International est approché, mais GM se rétracte en fin d'année. GM annonce qu'il étudie la possibilité de fermer les sites Opel d'Anvers, Bochum, Eisenach, et l'usine de Trollhättan (Saab). Aucune ne fermera finalement.
Entre-temps, le Sénat rejette le 12 décembre 2008 le plan de sauvetage. GM affirme alors craindre un dépôt de bilan. Le 30 décembre 2008, il avoue qu'il manque chaque mois 45 000 à 60 000 ventes de voitures sur le marché américain, à cause de la sous-capitalisation de sa filiale de crédit GMAC. Premier pas vers la nationalisation, l'État prend 18 % de la GMAC, pour 5 milliards de dollars, en arguant que le fonds de LBO Cerberus n'a pas su convaincre les créanciers de convertir leur dette en actions. L'État décide qu'il n'aura plus que 15 % des droits de vote.
| Période (année révolue)               | 2003    | 2008    | Variation 2003-2008 | 2012                            | Variation 2008-2012 |
| ------------------------------------- | ------- | ------- | ------------------- | ------------------------------- | ------------------- |
| Effectifs                             | 340 000 | 235 000 | 115 000             | 215 000 (prévision)             | 20 000 (prévision)  |
| Chiffre d'affaires (en millions de $) | 193 517 | 148 979 | 55                  | 153 300 (prévision)             | 5                   |
| Dette (en milliards de $)             | 288     | 175     | 113 milliards       | 5                               | 170                 |
| Fonds propres (en milliards de $)     | 60      | 39      | Anéantis            | 60 milliards (nouvelle société) | 95 milliards        |

#### Les ventes divisées par deux au1ertrimestre2009, pendant l'installation d'Obama
Le 20 janvier 2009, Barack Obama s'installe à la Maison-Blanche. Deux mois après, il demande au PDG de GM Rick Wagoner de passer la main à Fritz Henderson. Entretemps, au cours du premier trimestre, les ventes de voitures de GM ont chuté de 49 % par rapport au premier trimestre 2008 : une partie des concessionnaires ne sont plus approvisionnés en voitures et les usines sont sous-alimentées en composants par les fournisseurs, ce qui permet aux stocks et au besoin en fonds de roulement de diminuer et à la dette de revenir à 172 milliards de dollars. Mais les pertes se creusent. Le 21 avril 2009, le gouvernement révèle qu'on lui demande de prêter 5 milliards de dollars de plus à GM.
En tentant d'obtenir de nouveaux crédits, GM lutte contre la création par le gouvernement d'un « Nouveau GM » qui évincerait ses actionnaires existants. Pour diminuer encore plus ses stocks, et ainsi son besoin en fonds de roulement, il prévoit de réduire son nombre de concessionnaires aux États-Unis de 42 % en deux ans, et de descendre à 500 000 voitures en stock à fin juillet, contre encore 674 000 fin mai. Le 28 mai 2009, GM annonce qu'il a l'intention de fermer treize sites employant 21 000 personnes, pour réduire le nombre de ses usines américaines de 47 à 34, alors qu'il en comptait 80 rien qu'aux États-Unis en 2005, mais sans obtenir plus de crédit de l'État.

#### Le jugement du tribunal de New York en juillet 2009
GM est finalement contrainte de se placer le 1er juin 2009 sous la protection de la loi américaine sur les faillites. Le tribunal du district sud de New York rend le jugement du 5 juillet 2009 : la société est dissoute, ses actifs sont vendus à un « Nouveau GM », la cotation de l'action cesse. Elle valait 83 cents, soit une capitalisation boursière de cinq cents millions de dollars.

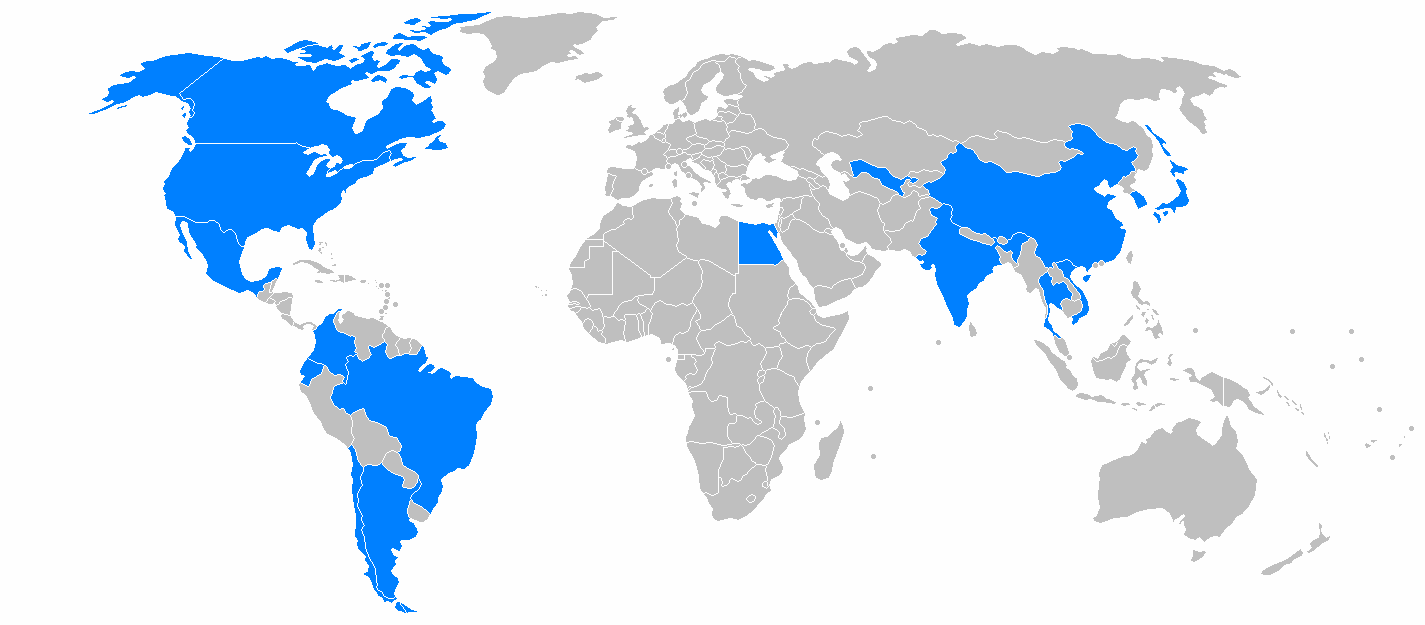
Implantation des usines d'assemblage automobile de GM dans le monde en 2009.

Le juge Robert Gerbert a examiné 850 objections, soulevées par des actionnaires et des créanciers qui auraient préféré une liquidation. Il les juge « pas valables à ses yeux » et déclare : « GM est désespérément insolvable, et il n'y a plus rien à faire pour les actionnaires », car il n'a que 82 milliards de dollars d'actifs au 31 mars pour 172 milliards de dollars de dettes, en incluant les dettes commerciales et la dette envers l'État, contractée sous la forme de cinquante milliards de dollars d'obligations à statut protégé et remboursement prioritaire.
Les créanciers privés se plaignent, jugeant qu'il aurait mieux valu réduire plus les salaires et les effectifs. Ils perdent 97 % de leurs créances, car la dette bancaire est convertie, à un prix extrêmement bas, en seulement 10 % des actions du « Nouveau GM », doté de 60 milliards de dollars de capitaux propres. L'État américain en apporte 61 %, et reprend ses créances en échange. Le gouvernement canadien, lui, apporte 12 % et le fonds de couverture médicale du syndicat automobile UAW 17 %,. Le syndicat, qui avait accepté des sacrifices au cours des années précédentes, voit sa part symboliquement plus élevée que celle des banques.
Avec seulement 5 milliards de dollars de crédits bancaires, la charge d'intérêt du « Nouveau GM » redevient normale et même favorable. Il regagne des parts de marché aux États-Unis puis redevient leader mondial en 2011 avec 9,02 millions de véhicules, 8 % de plus qu'en 2010. En conservant Opel et en bénéficiant d'un fort rebond de sa production, le constructeur va en réalité stabiliser, voire augmenter légèrement ses effectifs entre 2009 et 2012.

### Restructuration, vente d'Opel à PSA (années 2010)
Le 19 novembre 2010, le retour en bourse de GM a été une réussite avec une augmentation de 9,1 % des titres au plus fort de la journée. En novembre 2010, Pontiac (célèbre pour ses Firebird et ses GTO) ferme ses portes, ainsi que Saturn (filiale américaine de General Motors).
Le 19 décembre 2011, GM mène la mythique marque SAAB (dont il s'était déjà séparé deux ans auparavant) à une inéluctable faillite en s'opposant à sa reprise par les sociétés chinoises Youngman et Pang Da.
Le 21 février 2012, le journal La Tribune révèle que des discussions entre General Motors et PSA Peugeot-Citroën sont en cours pour créer un éventuel rapprochement. Huit jours plus tard, le 29 février 2012, les deux constructeurs annoncent leur alliance, GM entrant à hauteur de 7 % au capital de PSA.
Le 6 août 2012, les constructeurs automobiles Spyker et Saab Automobile portent plainte aux États-Unis contre le constructeur automobile américain pour avoir provoqué de manière intentionnelle et par ses actions la faillite de Saab en ayant refusé le projet de vente de peur de se mettre en compétition contre Saab dans le marché chinois. Les deux sociétés réclament 3 milliards de dollars américains, soit 2,3 milliards d'euros de remboursement de préjudice qui, selon le président de Spyker Victor Müller, ancien propriétaire de Saab, représente la valeur du renflouement qu'aurait effectué Youngman si les accords avaient été menés à terme. General Motors est même accusée d'avoir publié de fausses informations concernant les droits que lui conféraient les contrats,.
Un délai de vingt jours est donné à GM pour pouvoir répondre de la plainte le 26 août 2012, mais le 24 août 2012, Spyker donne un sursis d'un mois pour pouvoir répondre à la plainte. La réponse du géant américain est donc finalement attendue le 28 septembre 2012. Le 29 septembre 2012, General Motors refuse tout arrangement à l'amiable malgré le sursis donné par Saab. La plainte de Saab en justice est donc confirmée,.
En 2013, l'usine de boites de vitesse automatiques de Strasbourg est cédée à un industriel belge et prend le nom de Punch Powerglide.
Le 27 juin 2013, l'agence Reuters annonce que, face à des difficultés de trésorerie récurrentes et à de très sombres perspectives commerciales, la famille Peugeot serait prête à céder le contrôle de PSA à General Motors. Selon des sources citées par l'agence Dow Jones, elle lui a demandé une aide financière.
En décembre 2013, General Motors annonce le retrait de Chevrolet du marché européen à la fin de l'année 2015. À la même période, l'État américain sort totalement du capital de General Motors, en ayant fait une moins-value de 10,5 milliards de dollars, mais qui est inférieure aux coûts engendrés à l'État américain si General Motors avait fait faillite. Avec 9,71 millions de véhicules vendus en 2013, General Motors reste le deuxième constructeur au monde devant Volkswagen et derrière Toyota.
Le 12 décembre 2013, General Motors annonce la vente de ses parts du capital de son allié PSA Peugeot-Citroën et fait ainsi place nette pour l’arrivée du Chinois DongFeng.
En août 2014, GM annonce un investissement de 2,8 milliards de dollars au Brésil sur une durée de 5 ans.
En février 2017, Isuzu acquiert la participation de 57,7 % de General Motors dans General Motors East Africa, présent au Kenya et produisant essentiellement sous licence des produits Isuzu.
En raison de nombreuses erreurs stratégiques qui entraînent des pertes cumulées de 15 milliards de dollars pour la maison-mère depuis 2000, General Motors envisage la cession de sa filiale allemande Opel à PSA Peugeot-Citroën. Le 3 mars 2017, le conseil de surveillance du groupe automobile français finalise le rachat d'Opel.
En mai 2017, General Motors annonce son désengagement de ses activités de production en Afrique du Sud et en Inde.
En septembre 2019, le syndicat automobile United Auto Workers appelle les employés de l'entreprise à cesser le travail à la suite de l'échec des négociations menées face à la direction sur l'adoption d'une nouvelle convention collective. Elle est suivie par près de 50 000 salariés.
En février 2020, General Motors annonce la fermeture de ses activités en Australie et en Nouvelle-Zélande, supprimant 600 postes, et la fin de la marque Holden. De plus, en parallèle, General Motors vend une usine en Thaïlande à Great Wall.
En septembre 2020, Goldman Sachs annonce l'acquisition des activités de cartes de crédit de General Motors pour 2,5 milliards de dollars.
Le 29 novembre 2023, GM annonce une hausse de ses dividendes versés de 33 % et 10 milliards de dollars de rachats d'actions.

### Scandales des voitures dangereuses
En 2014, General Motors est accusée d'avoir commercialisé des voitures dont le commutateur d'allumage pouvait, lors d'un cahot, provoquer l'arrêt total du moteur (bloquant la direction assistée et empêchant le déploiement des airbags). Ce défaut, connu depuis 2005 par General Motors, lui vaut également d'être l'objet d'enquêtes du département de la Justice, du gendarme des marchés financiers, la SEC, et du Congrès.
En août 2014, General Motors est confrontée au rappel de plus de 30 millions de véhicules dans le monde à la suite de ce scandale. Selon le fonds d'indemnisation mis en place par General Motors mi-2014, le bilan lié à ces défauts de fabrication est de 56 morts, 9 blessés graves et 78 blessés légers (au 17 février 2015). Ces décès et blessés sont directement liés aux défauts de fabrication des véhicules rappelés. Mi-septembre 2 015, General Motors est condamnée à une amende de 900 millions de dollars pour avoir dissimulé des informations concernant un défaut mécanique qui a causé la mort de 124 personnes et plusieurs centaines de blessés.

## Actionnaires
Liste des principaux actionnaires au 22 octobre 2019.
| Capital Research & Management (World)  | 7,83 % |
| The Vanguard Group                     | 7,06 % |
| Eagle Capital Management               | 7,01 % |
| Berkshire Hathaway                     | 5,06 % |
| Harris Associates                      | 4,23 % |
| SSgA Funds Management                  | 4,09 % |
| BlackRock Fund Advisors                | 2,25 % |
| Invesco Adviser                        | 2,06 % |
| Capital Research & Management (Global) | 1,69 % |
| Eagle Capital Management               | 1,42 % |

## Poids industriel
GM a produit 15 % de toutes les voitures et camions vendus dans le monde. En 2014, il compte 212 000 employés (en 1973, il était le premier employeur des États-Unis, où travaillaient 618 000 de ses 853 000 salariés mondiaux).
Le groupe GM est également présent depuis 1930, par l'intermédiaire de sa filiale General Motors Electro-Motive Division dans la construction de locomotives Diesel-électriques, mais également de moteurs pour la marine et de groupes électro-générateurs. GLM a fait connaître en janvier 2005 son intention de vendre cette division à un groupe d'investisseurs.
Par ailleurs, sa filiale GMAC est présente depuis 1919 dans le secteur des services financiers et de l'assurance.

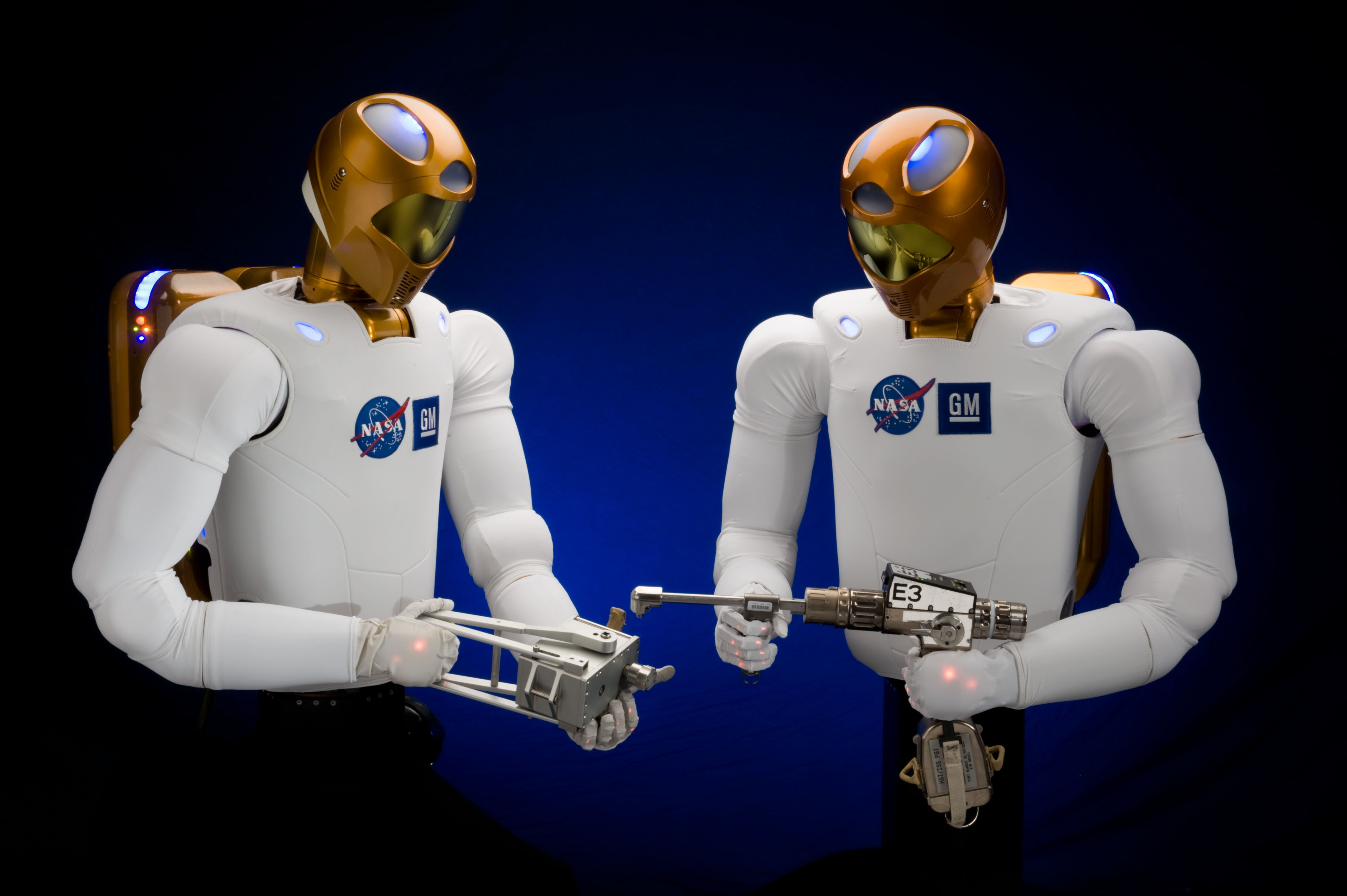
Deux Robonaut 2

GM a aussi un accord de production avec Lada-AvtoVAZ en Russie. Encore récemment, GM possédait des participations dans Fiat (Italie), Isuzu, Subaru et Suzuki (Japon). La mauvaise situation financière du groupe a contraint ce dernier à vendre ses parts.
Les autres divisions de General Motors sont : ACDelco, Allison Transmission, et General Motors Electro-Motive Division. GM a aussi des participations dans Delta en Afrique du Sud.
De façon anecdotique, le groupe s'intéresse à la robotique et a conçu entre autres le Robonaut 2 de la NASA.
En 2021, le constructeur automobile dévoile un projet de voiture volante à Las Vegas, prototype virtuel qui concerne un taxi aérien totalement autonome et électrique.

## Marques

### Marques actuelles (2018)
- Buick
- CAMI Automotive
- Chevrolet
- Cadillac
- GMC
- OnStar
- Baojun
- Wuling
- Faw Jiefang

### Anciennes marques
- Holden (1931-2020)
- Oldsmobile (1897—2004)
- Welch (1903-1911)
- Rainier (1905-1911)
- Welch-Marquette (see Marquette)
- Cartercar (1905—1915)
- Elmore (1909—1912)
- Rapid Truck (1909-1912)
- Reliance Truck (1909-1912)
- Oakland (1909—1931)
- Welch-Detroit (1910-1911)
- Marquette (1912)
- Peninsular (1912) (see Marquette)
- Samson Tractor (1917-1922)
- Scripps-Booth (1917-1923)
- McLaughlin (1918-1942)
- Sheridan (1921-1922)
- Yellow Coach (1925-1943)
- Vauxhall (1925-2017) (cédée en 2017)
- Pontiac (1926-2010)
- LaSalle (1927-1940)
- Viking (1929-1931)
- Opel (1929-2017) (cédée en 2017)
- Marquette (1930)
- General Motors Diesel Division (1938-1987)
- Envoy (1960-1970)
- Acadian (1962-1971)
- Beaumont (1966-1969)
- Ranger (1968-1976)
- GM Goodwrench (1977-2011)
- Daewoo (1982-2011) (encore utilisée dans certains pays)
- Saturn (1985-2010)
- Lotus (1986-1993) (cédée en 1993)
- Passport (en) (1988-1991)
- Geo (1989-1997)
- Saab (1989-2010) (cédée en 2010)
- Hummer (1992-2010)
- Asüna (1993-1995)